# Skulpture u stijenama Dazua
Skulpture u stijenama Dazua (kineski: 大足石刻; pinyin: Dàzú Shíkè), čini sustav skulptura isklesanih u stijenama strmih litica brda općine Chongqing, 60 km zapadno od grada, u kineskoj pokrajini Dazu. Njih čini 75 lokaliteta s oko 50.000 skulptura i više od 100.000 kineskih znakova koji čine natpise i epigrafe. Oni datiraju u 7. stoljeće i nastale su pod utjecajem budizma, konfucijanizma i taoizma. Najznamenitije skulpture se nalaze na brdima Baoding i Beishan.
God. 1999., Skulpture u stijenama Dazua su upisane na UNESCO-ov popis mjesta svjetske baštine u Aziji i Oceaniji zbog "velike umjentičke vrijednosti, bogatstva sakralnih i profanih motiva, i spoznaja o svakodnevici ljudi koji su živjeli u Kini dinastije Tang. One predstavljaju izvanredan dokaz o skladnoj sintezi budizma, taoizma i konfucijanizma".

## Povijest
Najranije rezbarije u stijenama Dazua su nastale 650. godine, u prvim godinama dinastije Tang. No glavno razdoblje klesanja stijena počinje krajem 9. stoljeća. God. 892., Wei Junjing, župan Changzhoua je bio pionir klesanja na Beishanu, a njegov primjer su, nakon raspada dinastije Tang, slijedili i drugi županijski dužnosnici, lokalni plemići, redovnici i redovnice, te obični ljudi od 907. – 965. godine (Razdoblje pet dinastija i deset država).
Klesanje stijena je prestalo tijekom ranih godina dinastije Song, i nije se nastavilo sve do 1078. godine, za vladavine cara Yuan Fenga sjeverne dinastije Song. Rad je otpočeo opet na Beishanu, i sve do 1146. godine nastale su i skupine figura na brdima Nanshan i Shimenshan. Između 1174. i 1252. godine redovnik Zhao Zhifeng promovira tantrički budizam na Baodingshanu gdje je stvorio veliki kameni oltar za ovo vjerovanje (posvetivši tome 70 godina svog života), privlačeći majstore iz svih krajeva zemlje.
Opći rat je ponovno prouzročio prestanaka radova krajem 13. stoljeća, što je potrajalo sve do kraja 15. stoljeća, u vrijeme dinastije Ming. Tada se radovi nastavljaju, iako znatno manjih razmjera, sve do kraja dinastije Qing (kraj 19. stoljeća).
Dugo godina im je bio zabranjen pristup, a otvorene su za kineske posjetitelje 1961., a za strane posjetitelja 1980. godine. Do 1975. godine postojala je samo blatna staza između grada Dazua i glavnih skupina figura. Izolacija im je pomogla sačuvati umjetnička djela neoštećenima tijekom masovnog anti-vjerskog ikonoklazma Kulturne revolucije.

## Odlike
Na liticama Beishana rezbarije su podijeljene u dva dijela: na sjeverni sa 100 skupina rezbarija i juni sa 190. Tu su 264 niše s kipovima, 1 s urezanim slikama, i 8 s ispisanim stupovima; sve u svemu više od 10.000 rezbarija. Više od polovice rezbarija predstavljaju tantrički budizam, a ostatak se odnose na pojmove Trojstva i Sukhavati. Više od jedne trećine rezbarija Beishana je iz sredine 10. stoljeća, a karakteriziraju ih male i lijepe figure, različite poze, prirodni izrazi lica i delikatni ukrasi haljina.
Kipovi iz dinastije Song (kasno 10. do sredine 12. stoljeća) su življi, s jasno diferenciranim osobnostima, gracioznim položajima skladnih figure u prekrasnim odjećama. Sedam natpisa koji preživjeli su važni za proučavanje povijesti, vjerskih uvjerenja, datiranja i identifikacije povijesnih osoba.
Na liticama Nanshana najbolje su očuvane taoističke rezbarije u kini, u pet glavnih skupina u duljini od 86 m. Većinom prikazuju taoističke teme, jer do 12. stoljeća, kada su ove rezbarije nastale, taoizam je imao evoluirao od obožavanje Vrhovnog Učitelja i tri dužnosnika u vjerovanje u Čisto Trojstvo i Četiri cara.
Na liticama Shimenshana rezbarije, iz prve polovice 12. stoljeća, pokrivaju 72 m. One predstavljaju integracije budističkih i taoističkih motiva, oobito potonjih. 92 kipa u Špilji bogova i božica planine Tai (Taishan) odražavaju važnu ulogu Taishan obitelji među taoistima između 10. i 13. stoljeća.
Baodingshan je vrlo impresivno mjesto, 15 km sjeverno-istočno od grada Longganga, na obje strane klanca u obliku slova U, iznad 500 m nadmorske visine. Postoje dvije skupine rezbarija: prva manja skupina, poznata kao Xiaofowan, nalazi se na vrhu brda i blisko je povezana sa Samostanom svete dugovječnosti, koji je izgrađen u isto vrijeme, ali je kasnije izgorio u požaru i obnovljen je za dinastija Ming i Qing; druga veća skupina (Daifowan), nalazi se zapadno od samostana. Na mnoge načine, rezbarije Baodingshana se mogu smatrati za vrhunac kineskog kiparstva u stijenama. U njima je ostvarena rijetka integracija osnovnih doktrina budizma, etike konfucijanizma, te načela racionalizma i taoizma. 
Krajem 11. stoljeća na liticama brda Shizhuanshan nastale su rezbarije u duljini od više od 130 m, a predstavljaju rijedak primjer trodijelnog rasporeda budističkih, taoističkih i konfucijanskih prizora.
- Buda Beishana
- Buda pauna u Beishanu
- Stijene Baodishanga
- Detalj skulptura Baodishanga
- Kraljevi Baodishanga

## Vanjske poveznice
- (engl.) Panografije velike kvalitete na patrimonium-mundi.org  Arhivirana inačica izvorne stranice od 19. svibnja 2011. (Wayback Machine)
- Fotografije  Arhivirana inačica izvorne stranice od 15. srpnja 2011. (Wayback Machine)